# Retrakcja (teoria kategorii)
Pojęcie retrakcji w teorii kategorii wymaga kategorii z podobiektami, co jest tylko nieznacznym, wprowadzonym przez Grothendiecka, wzbogaceniem pojęcia kategorii. Wtedy retrakcję definiujemy jako r-morfizm obiektu w jego podobiekt.